# Кровавое воскресенье (фильм)
«Кровавое воскресенье» (англ. Bloody Sunday) — телевизионный фильм британского режиссёра Пола Гринграсса, рассказывающий о событиях  трагедии 1972 года.

## Сюжет
Фильм пытается[уточнить] восстановить события Кровавого воскресенья 30 января 1972 года. Во время мирной демонстрации в поддержку гражданских прав в Дерри, Северная Ирландия, английские парашютисты, в задачу которых входило задержание участников марша, открыли огонь по демонстрантам. В результате 27 гражданских лиц получили огнестрельные ранения, 13 человек погибли сразу, ещё один скончался от полученного ранения позднее. Повествование ведётся от лица Айвена Купера, члена парламента Северной Ирландии от СДЛП.

## В ролях
- Джеймс Несбитт — Айвен Купер[англ.]
- Тим Пиготт-Смит — генерал-майор Роберт Форд
- Николас Фаррелл — бригадир Патрик Маклеллан
- Джерард Максорли — Лаган
- Кэти Киера Кларк — Фрэнсес
- Алан Гилди — Кевин Маккорри
- Джерард Кроссан — Имонн Макканн[англ.]
- Саймон Мэнн — полковник Дерек Уилфорд[англ.]

## Награды и номинации

### Награды
Фильм получил 19 кинонаград, среди которых:
- 2003 — премия BAFTA за лучшую операторскую работу и свет (Айвэн Страсбург)
- 2002 — «Золотой медведь» и Приз экуменического жюри Берлинского кинофестиваля
- 2002 — две премии «British Independent Film Awards»: лучший режиссёр (Пол Гринграсс) и актёр (Джеймс Несбитт)
- 2002 — три премии Fantasporto: Приз зрительского жюри, лучший фильм (Пол Гринграсс) и актёр (Тим Пиготт-Смит)
- 2002 — премия «Золотой Хичкок» фестиваля Dinard British Film Festival
- 2003 — 4 премии Irish Film and Television Awards: лучший художественный фильм, режиссёр (Пол Гринграсс), сценарий (Пол Гринграсс) и звук (Альберт Бэйли)
- 2002 — премия «Свобода выражения» Национального совета кинокритиков США
- 2002 — Приз зрителей кинофестиваля Сандэнс

### Номинации
- 2003 — 4 номинации на премию BAFTA: лучшая одиночная драма (Пол Гринграсс, Марк Редхэд), актёр (Джеймс Несбитт), монтаж (Клэр Дуглас), звук
- 2002 — 4 номинации на премию Европейской киноакадемии: лучший фильм, сценарист (Пол Гринграсс), оператор (Айвэн Страсбург) и зрительская награда за режиссуру (Пол Гринграсс)
- 2003 — номинация на премию «Независимый дух» за лучший зарубежный фильм (Пол Гринграсс)

## Саундтрек
Саундтрек к фильму состоит из единственной музыкальной композиции — концертной записи песни «Sunday Bloody Sunday» ирландской рок-группы U2.